# 四川省各城市轨道交通列表
四川省各城市轨道交通列表，列明四川省各城市正在运营/建设/规划中的轨道交通系统。所有数据截止2017年7月。

## 成都市

### 成都市區

#### 地鐵
成都市已经建成1、2、3、4、7和10号线。至2020年，成都市轨道交通里程将达到600千米。

#### 有轨电车
成都市规划了有轨电车蓉1线、蓉2线两条线路。其中，有轨电车蓉2线已进入施工阶段，将于2018年建成通车。

#### 市域铁路
成都市现有成灌铁路、成灌铁路彭州支线、成灌铁路离堆支线三条市域铁路。未来，成都市将开通成蒲铁路并对成都市环线铁路进行公交化改造。

### 新津

#### 有轨电车
新津现代有轨电车R1线已建成通车，R2线正在进行施工前期准备工作。

### 都江堰市

#### 市域铁路
成灌鐵路離堆公園支線因全線處於地下，且“站房布局似地铁　有3-4个出入口”，因此新聞媒體報導是，時常將此線稱作“都江堰地鐵1號線”，實際上此線並不屬於城市軌道交通。

#### 有轨电车
都江堰市将与万达集团合作建设M-TR旅游客运专线，该线路为现代有轨电车，以地面线路为主，全长二十公里左右。

## 自貢市
自贡市以工代赈办公室主任、市政协委员彭吉泽在自貢市“兩會”中提出3份提案，其中两份重点关注自贡城市交通状况。首次提出在自贡城区规划建设高架路网，缓解城市交通拥堵，并顺应形势，充分到重庆调研后大胆规划城市轻轨系统。

## 瀘州市
泸州市规划建设5条轻轨线路，其中4号线为现代有轨电车线路，将于2017年年内开工。

## 德陽市
德陽市有關負責人透露，德陽市正在製作4條成都地鐵路線延長至德陽市的方案。

## 綿陽市
绵阳市提出，将在2019年开工2条轻轨线路，远期将形成5条线路组成的轨道交通网络。

## 广元市
广元市提出预留用地下廊道空间，准备在十三五期间建设两条轻轨线路。

## 內江市
內江市軌道交通线网规划方案已通过专家组评审，基本上确定了内江城市轨道交通的线网（1條環線3條放射線）的分布格局。

## 樂山市
樂山市政府在2015年與中國鐵路通信信號股份有限公司簽訂《四川省樂山市現代有軌電車項目合作框架》，擬在樂山市建設3條有軌電車線路。
乐山市2017年提出了修建从乐山大佛景区到峨眉山景区的悬挂式单轨旅游客运专线的计划。

## 眉山市
据四川发布微信报道，3月30日上午，四川省交投集团与眉山市政府签订战略合作协议。记者从签约仪式现场获悉，眉山市将加快推进成都轨道交通11号线东坡支线、成都轨道交通5号线眉山延伸线、仁寿至黑龙滩轨道交通快线等3条轨道交通建设。此外，近期还将重点实施成乐高速扩容改造以及中法农业科技园彭山园区建设。

## 宜賓市
宜賓將首先規劃建設宜賓臨港經濟技術開發區至南溪區軌道交通示范線項目，全長約26.7公裡。同時，將陸續開工建設宜賓市線網規劃中其它軌道交通線路項目。

## 廣安市
廣安市與比亞迪合作的廣安雲軌示範線預計將於2018年2月底啟用。

## 巴中市
《巴中市城市总体规划（2011——2020）评估和完善》计划新建四条快速公共交通线路，规划BRT（快速公交系统）或者轨道交通连接三大板块；同时，在城区内打造框架性慢行绿道系统，营造安全、舒适、低碳的绿色通行环境。